# Râle de Conover
Rufirallus xenopterus
Espèce
Répartition géographique
Statut de conservation UICN

 VU C2a(i) : Vulnérable
Le Râle de Conover (Rufirallus xenopterus) est une espèce d'oiseaux de la famille des Rallidae.
Son nom est dédié à Henry Boardman Conover (1892-1950).

## Répartition
Cet oiseau vit à travers les marais du Paraguay (et de manière plus  dissoute de Bolivie et du Brésil).